# Grekisk fingerborgsblomma
Grekisk fingerborgsblomma (Digitalis lanata) är en grobladsväxtart som beskrevs av Jakob Friedrich Ehrhart. Grekisk fingerborgsblomma ingår i släktet fingerborgsblommor, och familjen grobladsväxter. Inga underarter finns listade i Catalogue of Life.

## Bildgalleri

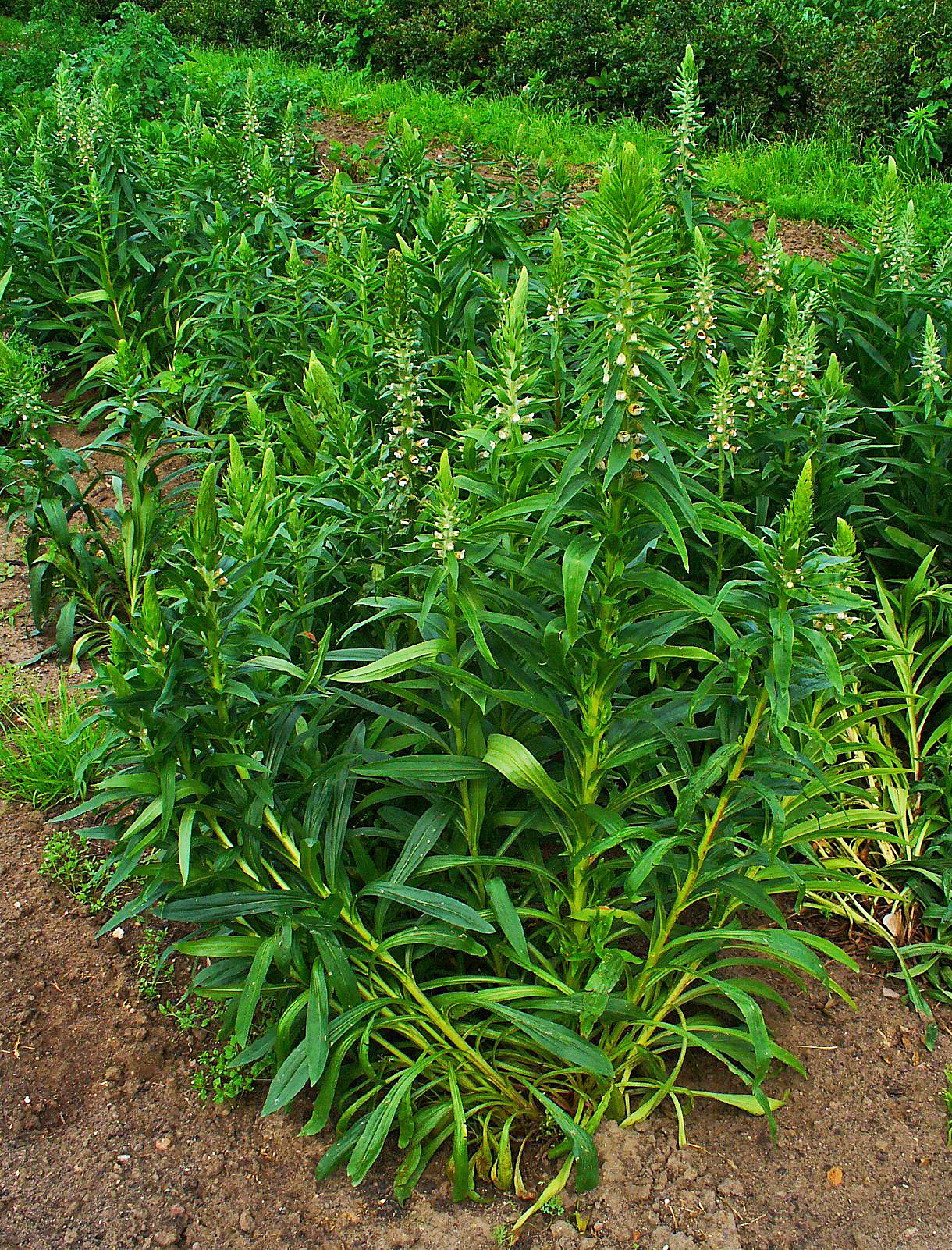
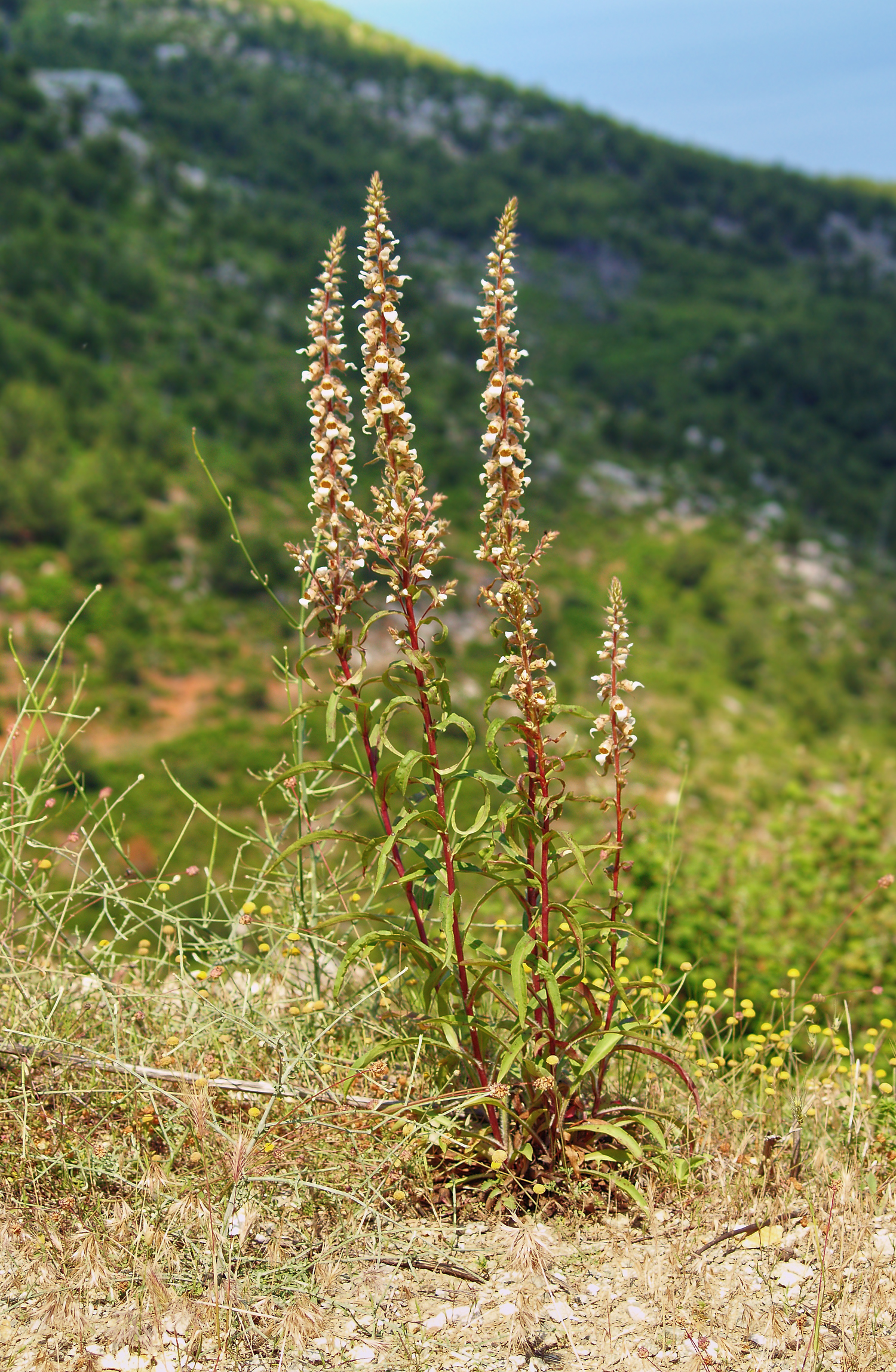
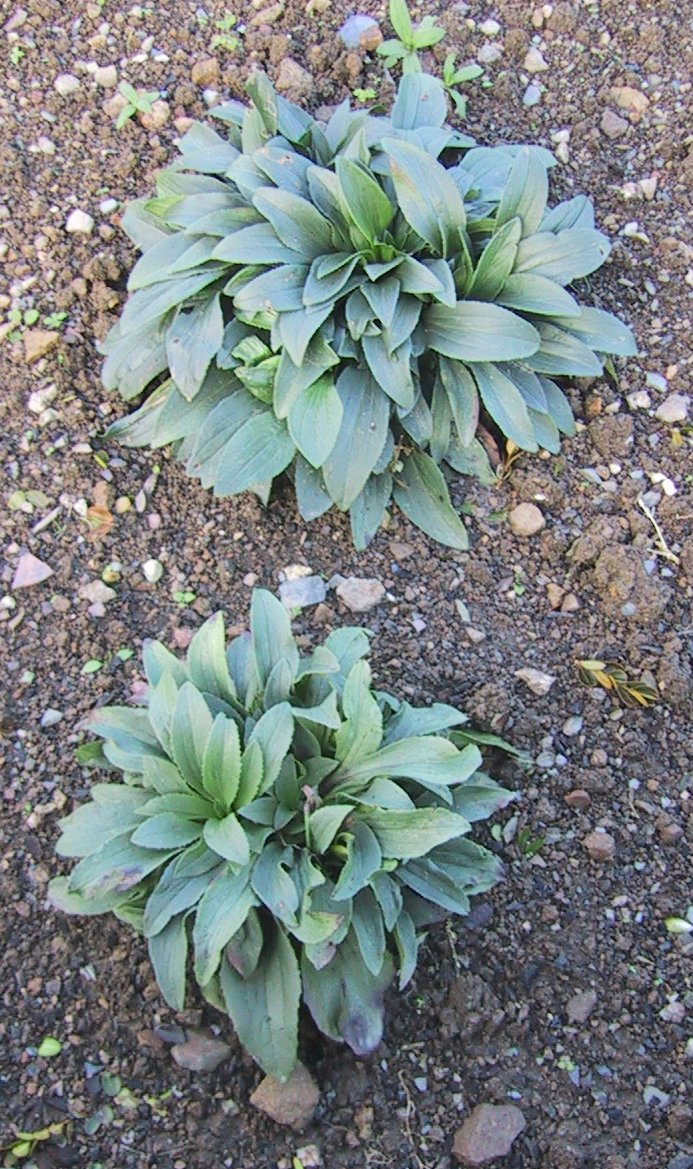
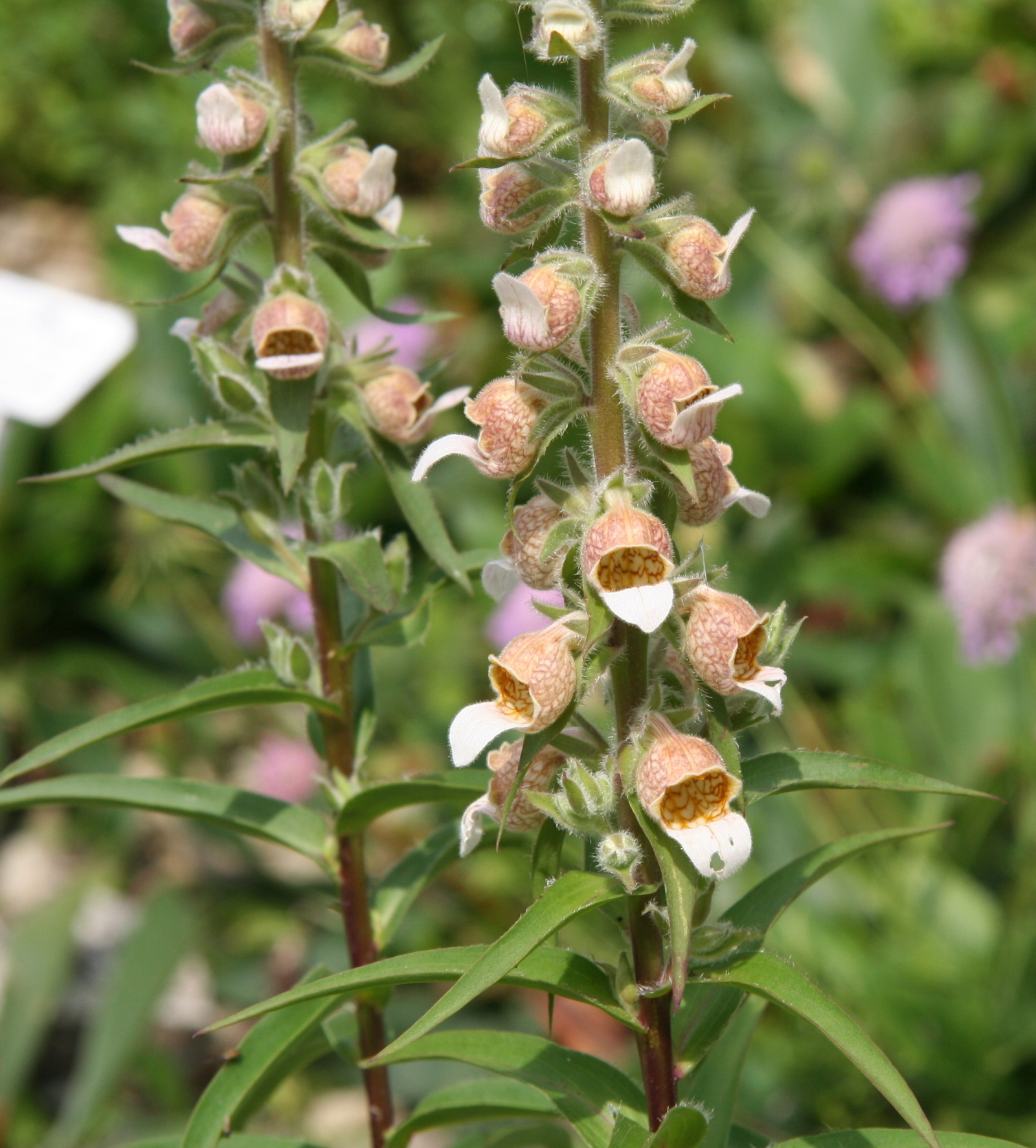
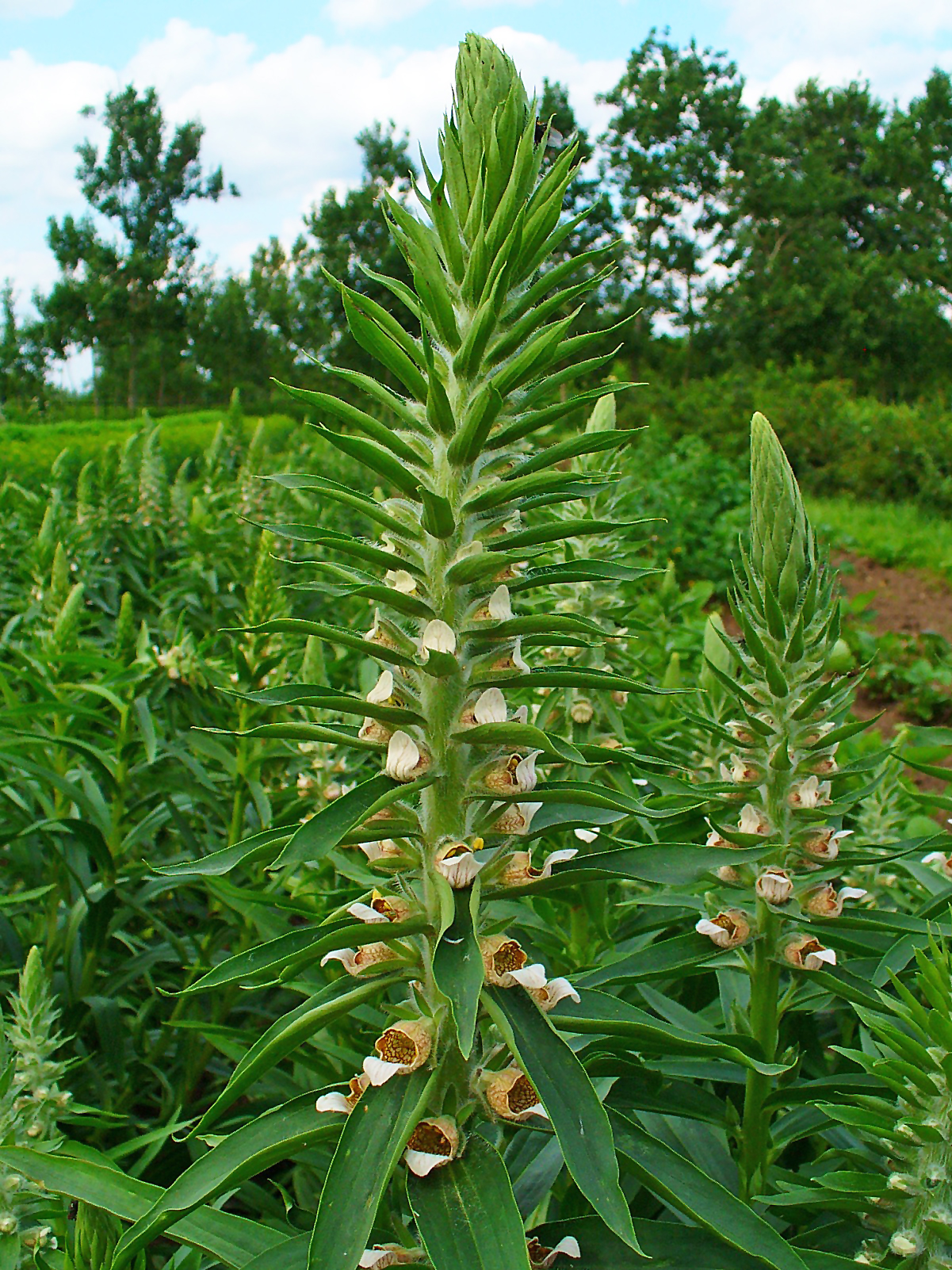
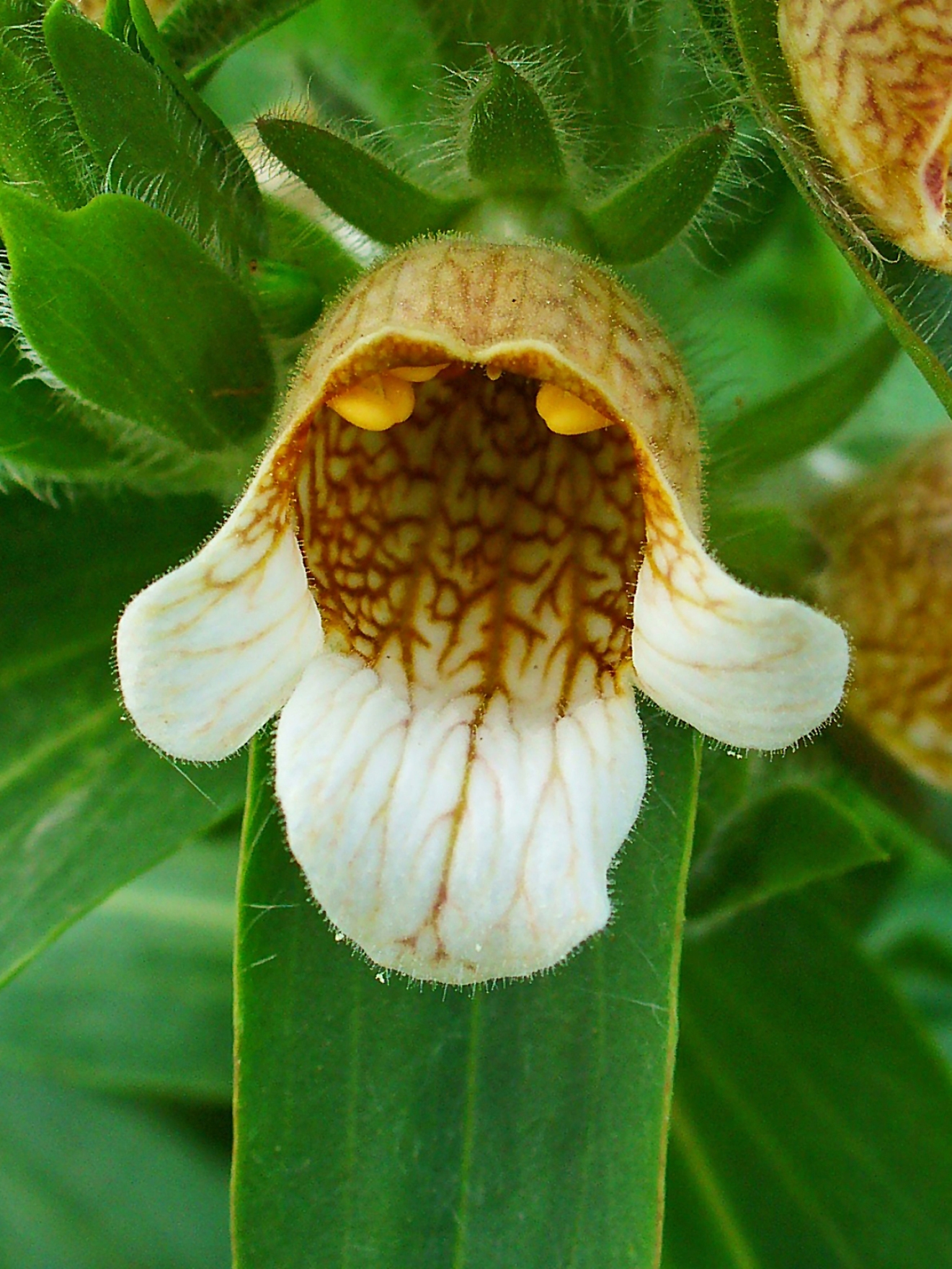